# Paměť kostí
Paměť kostí  je sedmá kniha ze série románů Cizinka od Diany Gabaldonové. Knihy založené na cestování v čase popisují osudy lékařky Claire Fraserové, narozené ve 20. století, a jejího manžela Jamieho Frasera, válečníka ze skotské vysočiny z 18. století. Kniha obsahuje prvky historické fikce, romantiky, dobrodružství a fantasy.
Román poprvé vyšel ve Spojených státech 22. září 2009. Rozvíjí dále jak osudy Claire a Jamieho v 18. století, tak jejich dcery Brianny MacKenzie a jejího manžela Rogera MacKenzie, kteří se na konci předchozího dílu nazvaného Ledový dech vrátili do 20. století.

## Obsah knihy
Jamie Fraser, bývalý Jakobín a rebel, ví, že americké povstání přináší tři jistoty: Američané vyhrají, boj na straně vítězů není zárukou přežití a raději zemře, než aby se postavil se zbraní v ruce svému nemanželskému synovi – mladému poručíkovi britské armády. Claire také ví, že Američané vyhrají, ale už ne to, za jakou cenu. Mezitím, v relativním klidu dvacátého století, se jejich dcera Brianna s manželem Rogerem MacKenziem usadili ve starém skotském domě, kde se před dvěma staletími odehrávalo drama jejích rodičů. Nalézají zde Claiřiny dopisy. Křehké stránky odhalují její lásku k Jamiemu. Budoucnost rodiny MacKenzie na vysočině je záhadně, neodvratitelná a těsně spjatá s válkou v amerických koloniích.